# SEAT Bocanegra
SEAT Bocanegra — автомобиль (концепт-кар) фирмы SEAT (Испания). Впервые представлен в Женевском автосалоне в 2008 году. Дизайн разработан бывшим дизайнером Lamborghini Люком Донкервольком, и основан на модели SEAT 1200 Sport. Передняя панель автомобиля имеет панель чёрного цвета, что объясняет название Bocanegra.
Модель класса хетчбэк, оснащена бензиновым двигателем 1,4 TSI, развивает мощность до 180 л. с. Имеет параметры 4063/1712/1350/2461 мм (длина/ширина/высота/колёсная база).
В Женевском автосалоне 2009 года была представлена коммерческая версия автомобиля.